# بوب برانوم
بوب برانوم (بالإنجليزية: Bob Brannum)‏ مواليد 28 مايو 1925 في وينفيلد - الوفاة 05 فبراير 2005، كان مدرب كرة سلة أمريكي ولاعب. بدأ مسيرته الاحترافية في سنة 1948. بلغ طوله 6 قدم 5 بوصة (2.0 م). لعب مع بوسطن سيلتكس في الدوري الأمريكي لكرة السلة للمحترفين. اعتزل اللعب في 1955.

## روابط خارجية
- بوب برانوم على موقع إن بي أي (الإنجليزية)
- بوب برانوم على موقع سبورتس رفرنس (الإنجليزية)
- بوب برانوم على موقع كلية كرة السلة في سبورتس رفرنس.كوم (الإنجليزية)
- بوب برانوم على موقع ريلجم (الإنجليزية)
- بوب برانوم على موقع بروبوليرز (الإنجليزية)
- بوب برانوم على موقع سبورتس رفرنس (الإنجليزية)
- بوب برانوم على موقع قاعة كنساس للمشاهير الرياضية (مؤرشف) (الإنجليزية)